# Yuk U-dang
Yuk U-dang (육우당?, 六友堂?), pseudonimo di Yun Hyeon-seok (윤현석?, 尹賢碩?, Yun Hyŏn-sŏkMR) (Incheon, 7 agosto 1984 – Seul, 26 aprile 2003), è stato un attivista sudcoreano.
Omosessuale, si suicidò a diciotto anni per la disperazione causata dall'odio espresso verso le minoranze sessuali dalla Chiesa e dalla società della Corea del Sud. Diventato un simbolo del movimento giovanile per i diritti umani della comunità LGBT, in sua memoria nel 2013 è stato fondato il Premio letterario Yuk U-dang.

## Biografia
Figlio di insegnanti, crebbe a Incheon. Il suo vero nome (che rimase segreto per anni) era Yun Hyeon-seok, mentre il suo nome di battesimo Antonio. Soffrì di depressione sin dall'adolescenza a causa della separazione dei genitori e delle preoccupazioni per la sua omosessualità, sviluppando una dipendenza da alcolici, sigarette e sonniferi. Desiderando diventare un poeta di sijo, scelse il suo nome d'arte "Yuk U-dang" (lett. "sei amici") in omaggio a ciò che usava più spesso: fondotinta, tè verde, rosario, e i succitati alcol, tabacco e sonniferi.
L'8 ottobre 2002 andò con il padre da un neurochirurgo per essere "curato" e reso eterosessuale, sebbene avesse affermato di non sentirsi confuso sulla sua identità sessuale. Alla fine di quell'anno, dopo aver fatto coming out a scuola, lasciò gli studi a causa del bullismo che ne seguì, litigò con i genitori e si trasferì a Seul. Qui partecipò alla festa di fine anno dell'Associazione per i Diritti Umani degli Omosessuali (Donginryeon), a cui si unì come attivista e impiegato, dormendo su un materassino nell'ufficio di Hoegi-dong, distretto di Dongdaemun. Nel gennaio 2003 cominciò a lavorare part-time in un bar gay e a pubblicare su un forum online le poesie sull'omosessualità che scriveva come forma di escapismo.
Fervente cattolico, il 14 aprile 2003 scrisse un pezzo per il quotidiano Hankyoreh criticando il Concilio Cristiano della Corea che la settimana precedente si era opposto alla proposta della Commissione Nazionale dei Diritti Umani di rimuovere i contenuti LGBT dalla lista dei media dannosi per i giovani. Dichiarò anche di voler abbandonare la fede cattolica, ma due giorni dopo ritrattò la sua decisione affermando di non poter vivere senza il cattolicesimo.
Il 19 aprile scrisse sul suo diario di sentirsi vuoto dentro e di "star pensando a modi di morire comodamente e senza dolore". Il 26 aprile, rimasto solo negli uffici dell'Associazione, si impiccò alla maniglia della porta. Lasciò un testamento di sei pagine, una busta contenente tutto il suo patrimonio (340.000 won) che donò all'Associazione, un hanbok, ramyeon, alcolici e il suo diario. Nel biglietto d'addio scrisse:
Venne trovato il giorno dopo da un altro attivista ed ebbe un funerale cattolico, come aveva richiesto, dopodiché venne cremato. Nel suo testamento espresse la speranza che la sua morte servisse a far rimuovere i siti web omosessuali dalla lista dei media dannosi, cosa che avvenne un anno dopo. Una raccolta di sue poesie intitolata Nae hon-eun kkotbi doe-eo (내 혼은 꽃비 되어?; lett. "La mia anima diventa una pioggia di fiori") venne pubblicata postuma nel 2006.